# Eduard von Fransecky
Eduard Friedrich von Fransecky (ur. 6 listopada 1807 w Gedern, zm. 21 maja 1890 w Wiesbaden) – oficer Armii Cesarstwa Niemieckiego w stopniu generała piechoty, uczestnik wojny prusko-austriackiej i wojny prusko-francuskiej, gubernator Berlina w latach 1879-1882.

## Życiorys
Po ukończeniu edukacji w domach kadetów w Poczdamie i Berlinie w 1825 roku, rozpoczął służbę w 16. Pułk Piechoty w stopniu podporucznika (niem. Secondlieutnant). W 1828 roku został adiutantem pułku. W 1833 roku został adiutantem dowódcy 13. Dywizji Piechoty, gen. von Lucka. W trakcie służby na tym stanowisku spisał historię 16. Pułku Piechoty. W 1841 roku został awansowany na stopień porucznika (niem. Premierleutnant), a dwa lata później został przeniesiony do Sztabu Generalnego z jednoczesnym awasnem na stopień kapitana (niem. Hauptmann). W Berlinie zajmował się historią wojskowości, opracował między innymi historię działań wojsk pruskich podczas wojen napoleońskich. W 1848 roku został adiutantem gen. Friedricha von Wrnagla, z którym wkroczył do Szlezwiku. Podczas I wojny o Szlezwik nie uczestniczył bezpośrednio w działaniach wojennych, gdyż pełnił jedynie służbę sztabową. Po zakończeniu konfliktu, na wniosek gen. von Wrangla, został awansowany na stopień majora poza kolejnością. W 1849 roku rozpoczął służbę w Departamencie Historii Sztabu Generalnego. Dalszą karierę związał  z gen. von Wranglem, któremu towarzyszył jako obserwator podczas manewrów we Sardynii i w Rosji. W 1855 roku, w stopniu podpułkownika (niem. Oberstleutnant) objął funkcję szefa sztabu III Korpusu Armijnego, którego dowódcą był gen. von Wrangel. W 1857 roku został dowódcą 31. Pułk Piechoty, który stacjonował w Erfurcie i na tym stanowisku awansował na stopień pułkownika (niem. Oberst). Po objęciu regencji przez księcia Wilhelma przeprowadzona została reforma sił zbrojnych, w wyniku której von Fransecky został przeniesiony do służby w armii Wielkiego Księstwa Oldenburga, w której został mianowany dowódcą Brygady Oldenbursko-Hanzeatyckiej w stopniu generała majora (niem. Generalmajor). W 1864 roku zwrócił się do ministra wojny Prus gen. Albrechta von Roona o przywrócenie do służby w wojsku pruskim. W tym samym roku, po otrzymaniu zgody od Ministerstwa Wojny, objął dowództwo nad 7. Dywizją Piechoty z jednoczesnym awansem na generała porucznika (niem. Generalleutnant). Na czele dywizji brał udział w wojnie prusko-austriackiej, w tym w bitwie pod Münchengrätz. Jego jednostka przyczyniła się do zwycięstwa Prusaków w bitwie pod Sadową. Dalsze działania wojenne, w tym próby dotarcia dywizji von Fransecky'ego do Bratysławy, przerwało podpisanie pokoju w Pradze. Po zakończeniu konfliktu pozostał na stanowisku dowódcy 7. Dywizji, ale pełnił również obowiązki doradcy wojskowego przy dworze saskim w Dreźnie. Pełnił tę funkcję do 1870 roku, kiedy po wybuchu wojny z Francją został mianowany dowódcą II Korpusu i awansowany na stopień generała piechoty (niem. General der Infanterie). II Korpus wchodził w skład III Armii dowodzonej przez księcia Fryderyka Karola. Jego jednostka uczestniczyła między innymi w bitwie pod Gravelotte, w której poniosła spore straty. Podczas oblężenia Paryża powstrzymał przybywające stolicy z odsieczą wojska francuskie, które zostały rozbite w bitwie pod Champigny. Uczestniczył również w walkach przeciwko Armii Wschód dowodzonej przez gen. Charlesa-Denisa Bourbaki. II Korpus pod wodzą Fransecky'ego był ostatnią pruską jednostką walcząca na francie wojny 1870 roku. Za swoje zasługi podczas konfliktu został otrzymał między innymi Liście Dębu do Orderu Pour le Mérite oraz został mianowany szefem 42. Pułku Piechoty. W 1871 roku powierzono mu dowództwo nowoutworzonego XV Korpusu Armijnego, stacjonującego w Strasburgu. W 1879 roku, po objęciu stanowiska gubernatora Alzacji-Lotaryngii przez feldmarszałka Edwina von Manteuffela, został gubernatorem wojskowym Berlina. Przeszedł w stan spoczynku w 1882 roku, ze względu na pogarszający się stan zdrowia. 

## Odznaczenia
Odznaczenia gen. Eduarda von Fransecky to między innymi:
- Order Orła Czarnego na łańcuchu z brylantami
- Krzyż Wielki Orderu Orła Czerwonego z liśćmi dębu i mieczami
- Gwiazda Wielkiego Komtura Orderu Hohenzollernów
- Order Pour le Mérite z liśćmi dębu
- Order Orła Czerwonego IV klasy z mieczami
- Krzyż Żelazny I klasy
- Order Hohenzollernów I klasy ordynku książęcego z mieczami
- Krzyż Wielki Orderu Alberta Niedźwiedzia (Anhalt)
- Krzyż Wielki Orderu Lwa Zeryngeńskiego z mieczami i złotą koroną (Badenia)
- Komandor Orderu Maksymiliana Józefa (Bawaria)
- Krzyż Wielki Orderu Zasługi Wojskowej (Bawaria)
- Krzyż Wielki Orderu Henryka Lwa z mieczami (Brunszwik)
- Kawaler IV klasy Order Gwelfów (Hanower)
- Medal Zasługi Wojskowej z mieczami (Schaumburg-Lippe)
- Krzyż Zasługi Wojskowej II klasy (Meklemburgia)
- Krzyż Wielki Orderu Leopolda (Austro-Węgry)
- Krzyż Wielki Orderu Domowego i Zasługi z mieczami i złotą koroną (Oldenburg)
- Order Świętego Jerzego IV klasy (Imperium Rosyjskie)
- Order Świętej Anny II klasy (Imperium Rosyjskie)
- Order Świętego Stanisława II klasy (Imperium Rosyjskie)
- Krzyż Wielki Orderu Alberta z dekoracją wojenną (Saksonia)
- Krzyż Wielki Orderu Zasługi Wojskowej (Wirtembergia)
- Krzyż Wielki Orderu Fryderyka z mieczami (Wirtembergia)